# Robert Francis (Musiker)

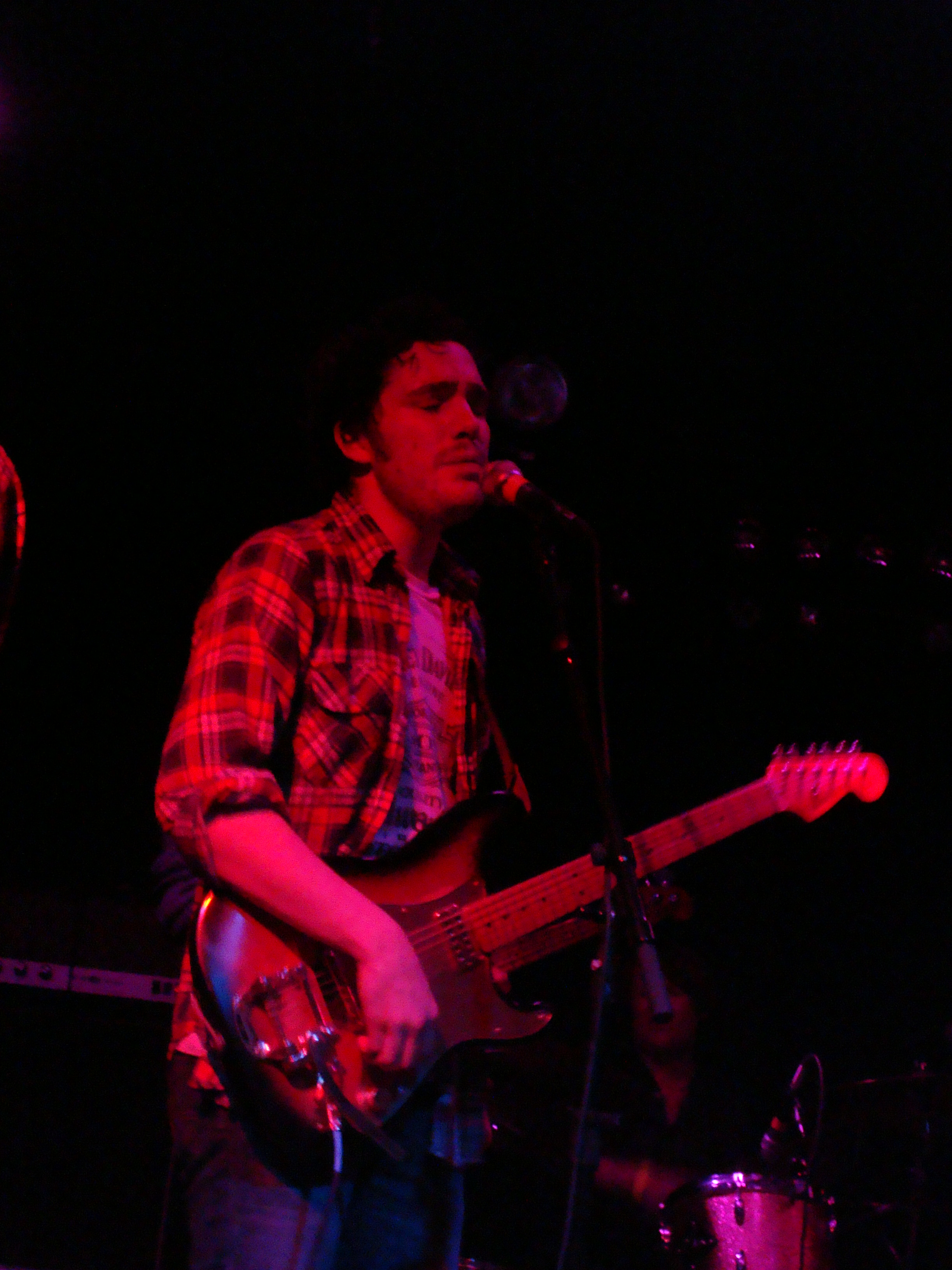
Robert Francis 2009

Robert Francis (* 25. September 1987 in Los Angeles, Kalifornien) ist ein US-amerikanischer Singer-Songwriter.

## Biografie
Robert Francis hat einen sehr musikalischen Hintergrund. Sein Vater ist Pianist und Produzent, seine Mutter, die aus Mexiko stammt, eine Ranchera-Sängerin. Ry Cooder ist ein Freund der Familie und gab ihm mit neun Jahren seine erste Gitarre. Mit 16 Jahren bekam er exklusiven Gitarrenunterricht von John Frusciante von den Red Hot Chili Peppers.
Drei Jahre später veröffentlichte er bereits sein Debütalbum One by One, das gute Kritiken bekam und ihm zu einem Vertrag beim Major-Label Atlantic verhalf. Dort erschien auch sein zweites Album Before Nightfall, das unter Mithilfe des Oasis-Produzenten Dave Sardy entstand. Während sich der Erfolg in den USA nicht einstellen wollte, hatte Robert Francis seinen Durchbruch Anfang 2010 in Frankreich.

## Diskografie

### Alben
- 2007: One by One
- 2009: Before Nightfall
- 2012: Strangers in the First Place
- 2014: Heaven
- 2015: Valentine
- 2016: Fire Engine Red
- 2017: Indian Summer
- 2019: Amaretto
- 2020: The End Times, Vol.1

### Singles
- 2010: Junebug
- 2014: Love is a Chemical
- 2014: Pain
- 2020: Boy Like That
- 2020: Coast
- 2021: The Me I Grew up With
- 2021: New Eyes Looking Back